# Kozárd
Kozárd (szlovákul: Kozárka) község Nógrád vármegyében, a Pásztói járásban. 

## Fekvése
A Kelet–Cserhát egyik hangulatos völgyében található. A legközelebbi települések: délnyugat felől Ecseg, észak felől pedig Alsótold, a legközelebbi város a keleti szomszédságában fekvő Pásztó. Salgótarjántól 30, Budapesttől mintegy 80 kilométerre fekszik. A Novohrad-Nógrád UNESCO Globális Geopark települése.
A környékén emelkedő magaslatokat (Pogányvár 320 m, Bézma 514 m) erdők borítják, külterületei nagyrészt a Kelet-cserháti Tájvédelmi Körzet részét képezik. Legjelentősebb vízfolyása a Kozárdi-patak.

### Megközelítése
Északi külterületei között elhalad a Szécsény-Pásztó közti 2122-es út, ez mindkét végponti várossal összeköti, viszont a belterületét nem érinti, attól viszonylag messze húzódik. Központján csak a 2128-as út halad át, mely Szarvasgedétől vezet a 2122-es útig. Határszélét délen érinti még az Ecsegtől Pásztó nyugati széléig húzódó 2126-os út is.

## Története
A község neve a honfoglaló magyarokkal érkező kazár néptöredéknek itteni megtelepedésére utal.
Kozárd határában a középkorban két település is volt: Kozárvölgy és Varaskalapács. Utóbbi valószínűleg erődített hely lehetett, s neve a "Váraskalapács" szó származéka. 
1413-ban mindkettőt a Derencsényi család nyerte adományul Zsigmond királytól.
Kozárdot a török kincstári adóívek csak 1633-ban említették, három adóköteles háztartással.
falut az 1770-ben Esterházy Miklós herceg és a Marsovszky család birtokolta.
A 18. században magyarokat és szlovákokat telepítettek be a megüresedett, elnéptelenedett faluba. 
A földrajzi nevek (Travnyik, Pohánka, Dubina), és családnevek (Figura, Kollár, Kovács, Bagyinszki, Takács, Csalovszki, Oravecz, Malik, később Kodák) is ez bizonyítják.
A 18-20. század közepéig Eszterházy Miklós, Marsovszky család, Kálnói Entre Antal, Plachy Gyula, Hatvany –Deutsch birtokosok tulajdonviszonyai váltották egymást a településen.
1865-ben a falu kétharmada leégett. 1873-ban kolera, hasmenés és kiszáradás pusztított, mely természeti csapások súlyosan érintettek a kozárdiakat.
A lakosság szinte mindig a földművelésből élt. A Kozárd – Ecseg környékén termelt bor országos hírű volt.
Az 1880-as, 1890-es években iszonyú pusztítást végzett a filoxéra (Amerikából behurcolt gyökértetű, amellyel szemben az európai szőlőfajták nem voltak ellenállóak). Kozárdot sem kerülte el a csapás. Mindent újra kellett kezdeni a szőlőművelésben, de a térségi bortermelés sosem nyerte vissza régi fényét.
Az egykori borászati tevékenységről ma már csak a környék településeire jellemző sziklába vájt borospincék tanúskodnak.
A II. világháborút követően, 1949-ben megalakult a tanács és az első termelőszövetkezet. 1965-ben pedig, az ecsegi tanáccsal, ill. termelőszövetkezettel egybeolvadt.
A rendszerváltást követően viszont átrendeződtek az addigi társadalmi és gazdasági viszonyok.
Az utóbbi másfél évtizedben nagyarányú alma és barack került betelepítésre, ezáltal jelentős fejlődésnek indult a település.
Az arculatát tekintve is megváltozott, mivel megújult a faluház, kápolna és étterem épült, amely 2015-ben és 2019-ben elnyerte a Turizmus Minőségi Díjat, valamint mára már neves művészek szobrai is ékesítik a köztereket. 2019-ben már 33 köztéri szobor díszítette Kozárd utcáit és tereit. A feledésbe merült régi házakat, amelyek az északi palóc házak stílusát őrzik, sok - főleg budapesti – nyugalomra vágyó vásárolja meg.
Napjainkban a falu az átalakulás éveit éli, egyre inkább a falusi turizmus jeles helyszínévé válik.

## Közélete

### Polgármesterei
- 1990–1994: Bagyinszki Ferencné (KDNP)[3]
- 1994–1998: Stevlik Nándor (független)[4]
- 1998–2002: Csonka Józsefné (független)[5]
- 2002–2006: Dr. Hajasné Banos Márta (független)[6]
- 2006–2010: Dr. Hajasné Banos Márta (független)[7]
- 2010–2014: Dr. Hajasné Banos Márta (Fidesz–KDNP)[8]
- 2014–2019: Dr. Hajasné Banos Márta (Fidesz)[9]
- 2019–2024: Dr. Hajasné Banos Márta (Fidesz–KDNP)[10]
- 2024– : Dr. Hajasné Banos Márta (Fidesz–KDNP)[1]

## Népesség
A település népességének változása:
| Lakosok száma | 167  | 156  | 153  | 163  | 162  | 166  | 177  |
|               | 2013 | 2014 | 2015 | 2021 | 2022 | 2023 | 2024 |

2001-ben a település lakosságának 100%-a magyar nemzetiségűnek vallotta magát.
A 2011-es népszámlálás során a lakosok 98,7%-a magyarnak, 0,6% németnek mondta magát (1,3% nem nyilatkozott; a kettős identitások miatt a végösszeg nagyobb lehet 100%-nál). A vallási megoszlás a következő volt: római katolikus 65,2%, református 0,6%, evangélikus 3,2%, görögkatolikus 0,6%, felekezeten kívüli 16,1% (14,2% nem nyilatkozott).
2022-ben a lakosság 93,2%-a vallotta magát magyarnak, 1,9% németnek, 1,2% görögnek, 0,6% cigánynak, 1,9% egyéb, nem hazai nemzetiségűnek (6,8% nem nyilatkozott; a kettős identitások miatt a végösszeg nagyobb lehet 100%-nál). Vallásuk szerint 48,1% volt római katolikus, 4,9% evangélikus, 1,2% református, 0,6% görög katolikus, 11,7% felekezeten kívüli (32,7% nem válaszolt).

## Külső hivatkozások
- Kozárd.hu
- A Novohrad-Nógrád UNESCO Globális Geopark települései